# Aguilón (kommunhuvudort)
Aguilón är en kommunhuvudort i Spanien.   Den ligger i provinsen Provincia de Zaragoza och regionen Aragonien, i den nordöstra delen av landet, 240 km öster om huvudstaden Madrid. Aguilón ligger 687 meter över havet och antalet invånare är 288.
Terrängen runt Aguilón är varierad, och sluttar norrut. Runt Aguilón är det mycket glesbefolkat, med 3 invånare per kvadratkilometer. Närmaste större samhälle är Cariñena, 15,6 km väster om Aguilón. Omgivningarna runt Aguilón är i huvudsak ett öppet busklandskap.